# ألبيرتينا ماتشادو
ألبيرتينا ماتشادو (بالبرتغالية: Albertina Machado‏) هي عداءة المسافات الطويلة برتغالية، ولدت في 25 ديسمبر 1961 في Sabrosa ‏ في البرتغال.

## وصلات خارجية
- ألبيرتينا ماتشادو على موقع الاتحاد الدولي لألعاب القوى (الإنجليزية)
- ألبيرتينا ماتشادو على موقع الاتحاد الأوروبي لألعاب القوى (الإنجليزية)
- ألبيرتينا ماتشادو على موقع رابطة إحصائيات سباق الطريق (الإنجليزية)
- ألبيرتينا ماتشادو على موقع أوليمبيديا (الإنجليزية)